# Fronsoma
Fronsoma is een geslacht van vliesvleugeligen uit de familie van deEurytomidae. De wetenschappelijke naam van dit geslacht werd voor het eerst geldig gepubliceerd in 1994 door T. C. Narendran.

## Soorten
Het geslacht Fronsoma omvat de volgende soorten:
- Fronsoma brevicaudata Narendran, 1994
- Fronsoma caudata Narendran, 1994
- Fronsoma ellenbergeri (Risbec, 1955)
- Fronsoma intermedia Narendran, 1994
- Fronsoma longicauda Narendran, 1994
- Fronsoma subbaraoi (Narendran, 1994)